# Gerónimo Rauch
Gerónimo Rauch (Buenos Aires, 11 febbraio 1978) è un attore e cantante argentino, noto soprattutto come interprete di musical teatrali.

## Biografia
Dopo aver inciso la canzone d'apertura della telenovela Verano del '98, nel 2000 Rauch fece il suo debutto sulle scene teatrali nel 2000 nella produzione argentina di Les Misérables. Nel musical, Rauch interpretava il ruolo minore di Feuilly, oltre ad essere il sostituto per i ruoli principali di Marius ed Enjolras. L'anno successivo tornò a calcare le scene di Buenos Aires in Grease, in cui interpretava Doody. Nel 2002 fu il finalista del talent show Popstars e con altri concorrenti fondò la banda Mambrú. Il loro primo album omonimo vendette oltre centoventimila copie, diventando quindi disco di platino e nel 2003 vinsero il Premio Gardel come "Mejor grupo pop y artista revelación". Nel 2004 fece il suo debutto sul piccolo schermo per interpretare il ruolo di "Gero" nella telenovela Flor - Speciale come te, in cui recitò per due anni in oltre centotrenta puntate. Nel 2007 Rauch tornò a dedicarsi al teatro musicale quando fu scelto per interpreta Gesù nel musical di Andrew Lloyd Webber Jesus Christ Superstar in Argentina, un ruolo che tornò ad interpretare a Madrid nel 2008.
Nel 2009 recitò nel musical Chicago all'Edificio Coliseum di Madrid nel ruolo en travesti di Mary Sunshine, mentre l'anno successivo interpretò Jean Valjean nel musical Les Misérables a Madrid; nello stesso anno prese parte anche al concerto per il venticinquesimo anniversario del musical all'O2 Arena. Nel 2012 interpretò nuovamente Jean Valjean a Barcellona e nello stesso ruolo fece anche il suo debutto sulle scene londinese nell'estate dello stesso anno. Rauch continuò ad interpretare Jean Valjean a Londra dal 2012 al 2013 e, al termine delle repliche, si unì al cast di The Phantom of the Opera in scena all'His Majesty's Theatre nel ruolo del Fantasma dell'Opera, in cui continuò a recitare per tre stagioni fino al 2015. Nel 2017 tornò a recitare sulle scene spagnole nel musical Sunset Boulevard con Paloma San Basilio.

## Filmografia

### Cinema
- Les Misérables in Concert: The 25th Anniversary, regia di Nick Morris (2010)

### Televisione
- Flor - Speciale come te - serie TV, 138 episodi (2004-2005)

## Discografia

### Album in studio
Mambrú
- 2002 - Mambrú
- 2003 - Creciendo
- 2004 - Tres

Solista
- 2016 - Here, There and Everywhere
- 2018 - Porque yo te amo